# Данијел Кристијан
Данијел Кристијан (дан. Daniel Christian, амх. ዳንኤል ክርስቲያን; 10. јануар 1998) еритрејско-дански је пливач чија специјалност су трке слободним и делфин стилом. 

## Спортска каријера
Кристијан је пливањем почео да се бави током боравка у Момбаси, где су његови родитељи живели као избеглице након напуштања Еритреје услед рата. Године 2008. сели се у Данску где је почео интензивније и озбиљније да се бави пливањем.
Деби на међународним сениорским такмичењима имао је на светском првенству у корејском Квангџуу 2019. где је наступио у квалификацијама трка на 100 делфин (71. место) и 100 слободно (100. место).